# Yoncalla
Cet article concerne la municipalité de l'Oregon. Pour la langue aussi appelée Yoncalla, voir Kalapuya du Sud.
Yoncalla est une municipalité américaine située dans le comté de Douglas en Oregon.
Lors du recensement de 2010, sa population est de 1 047 habitants. La municipalité s'étend sur 0,68 milles carrés (1,76 km2).
Yoncalla doit son nom à une colline nommée en l'honneur d'un chef amérindien. Elle devient une municipalité le 27 février 1901.
La ville est notamment connue pour être la ville de naissance l'explorateur Jesse Applegate (en).